# Hanno Balitsch
Hanno Balitsch est un footballeur allemand né le 2 janvier 1981 à Alsbach-Hähnlein.

## Palmarès
- 1 sélection et 0 but avec l'équipe d'Allemagne en 2003.